# Martin Sladký
Martin Sladký, né le 1er mars 1992 à Domažlice en Tchéquie, est un footballeur tchèque qui évolue au poste d'arrière droit au Dynamo České Budějovice.

## Biographie

### Carrière en club

#### Débuts professionnels
Natif de Domažlice dans la région de Plzeň, il est formé au Viktoria Plzeň. C'est le 15 avril 2011 qu'il fait ses débuts avec l'équipe première, lors d'un match de championnat que son équipe remporte par trois buts à zéro sur la pelouse du FK Příbram. Il ne joue cependant qu'un seul autre match avec son club formateur, avant d'être prêté en février 2012 au FC MAS Táborsko, en deuxième division tchèque. Il y joue dix matchs en cinq mois, et inscrit un but. De retour au Viktoria Plzeň, il ne joue toujours pas et se voit prêté à nouveau dans le même club en janvier 2013, cette fois pour une durée d'un an et demi. Il participe en tout à 27 rencontres. Il s'engage définitivement avec le FC MAS Táborsko en juillet 2014, où il s'impose comme un titulaire de l'équipe durant deux saisons.

#### Sigma Olomouc
Le 1er juillet 2016, il rejoint librement le Sigma Olomouc, autre club de deuxième division à ce moment-là. Il fait ses débuts avec son nouveau club le 5 août 2016, lors de la première journée de championnat face au SFC Opava (1-1). Le 24 août suivant, pour la troisième journée, il inscrit son premier but en championnat sous ses nouvelles couleurs, face au FK Pardubice (1-1). Alors qu'il joue surtout au milieu de terrain, il est ensuite repositionné arrière droit. Sa première saison est une réussite, tout comme celle du club, qui termine la saison à la première place est se voit sacré champion de deuxième division.
La promotion avec le Sigma Olomouc lui permet de retrouver la První Liga pour la saison 2017-2018. Toujours titulaire, il débute lors du premier match face au FK Mladá Boleslav, le 30 juillet 2017 (victoire 1-2). Il inscrit son premier but dans l'élite du football tchèque le 23 septembre 2017, lors d'une victoire de son équipe contre le Dukla Prague. À l'issue de la saison, le club termine cinquième et se qualifie pour le deuxième tour qualificatif de la Ligue Europa. Il joue son premier match en coupe d'Europe le 9 août 2018, lors du troisième tour préliminaire de la Ligue Europa, face au club kazakh du Kaïrat Almaty (victoire 2-0 des Tchèques)

### Dynamo České Budějovice
En juillet 2021, Martin Sladký rejoint librement le Dynamo České Budějovice. Le transfert est annoncé le 25 juin 2021 et il signe un contrat de trois ans, soit jusqu'en juin 2024,.
Sladký inscrit son premier but pour le club le 22 août 2021, lors d'une rencontre de championnat face au FC Slovan Liberec. Titulaire, il donne la victoire à son équipe en étant le seul buteur de la partie.

### En sélection nationale
Il est sélectionné à plusieurs reprises avec l'équipe de Tchéquie des moins de 19 ans et participe notamment à quelques matchs de la campagne de qualification pour l'Euro 2011 des moins de 19 ans.

## Palmarès
Sigma Olomouc
- Champion de Druhá Liga en 2016-2017